# Nguyễn Văn Ninh (tướng quân đội)
Nguyễn Văn Ninh (sinh 1959) là một sĩ quan cấp cao trong Quân đội nhân dân Việt Nam, hàm Chuẩn Đô đốc, nguyên Phó Chủ nhiệm kiêm Tham mưu trưởng Tổng cục Kỹ thuật, Quân đội nhân dân Việt Nam (2016-2019)

## Binh nghiệp
Năm 2002, ông được bổ nhiệm giữ chức Phó Cục trưởng Cục Kỹ thuật, Quân chủng Hải quân
Năm 2004, ông được bổ nhiệm giữ chức Cục trưởng Cục Kỹ thuật, Quân chủng Hải quân
Năm 2009, ông được bổ nhiệm chức Phó Tư lệnh Quân chủng Hải quân Nhân dân Việt Nam đồng thời được thăng quân hàm Chuẩn Đô đốc.
Năm 2016, ông được điều động bổ nhiệm giữ chức Phó Chủ nhiệm kiêm Tham mưu trưởng Tổng cục Kỹ thuật, Quân đội nhân dân Việt Nam
Tháng 8 năm 2019, ông nghỉ chờ hưu.
Chuẩn Đô đốc (2010).

## Tặng thưởng
- Huân chương Quân công hạng Ba (năm 2019)